# Iota Andromedae
Iota Andromedae (ι And / 17 Andromedae) es una estrella en la constelación de Andrómeda.
De magnitud aparente +4,30, es la decimotercera estrella más brillante de la constelación.
Se encuentra a 500 años luz del sistema solar.

## Nombre
Iota Andromedae no tiene nombre habitual, pero en el catálogo Calendarium de Al Achsasi Al Mouakket, recibió el título de Keff al-Salsalat (كف المسلسلة - kaf al-musalsala), traducido al latín como Manus Catenata, «la palma de la mujer encadenada».
En chino, Téng Shé, «la Serpiente Voladora», hace referencia a un asterismo que comprende a ι Andromedae, α Lacertae, 4 Lacertae, π2 Cygni, π1 Cygni, HD 206267, ε Cephei, β Lacertae, σ Cassiopeiae, ρ Cassiopeiae, τ Cassiopeiae, AR Cassiopeiae, 9 Lacertae, 3 Andromedae, 7 Andromedae, 8 Andromedae, λ Andromedae, κ Andromedae y ψ Andromedae. En consecuencia, ι Andromedae es conocida como Téng Shé èrshíèr, la segunda estrella de la Serpiente Voladora.

## Características
Iota Andromedae es una estrella blanco-azulada, antes catalogada como estrella de la secuencia principal de tipo espectral B8V, y más recientemente como subgigante B8IV.
Es, por tanto, similar a φ Sagittarii, pero está aproximadamente al doble de distancia que ésta.
Tiene una temperatura efectiva de 12.610 K y brilla con una luminosidad 610 veces superior a la luminosidad solar.
Su diámetro angular estimado, 0,365 milisegundos de arco, unido a la distancia a la que se encuentra, permite estimar su diámetro real, resultando ser este unas seis veces más grande que el del Sol.
Gira sobre sí misma con una velocidad de rotación proyectada de 77 km/s, pero la velocidad real puede ser considerablemente superior.
Posee una masa de casi cuatro masas solares.